# Pavel Florensky
Pavel Alexandrovich Florensky  (também PA Florenskii) (21 de janeiro de 1882 — dezembro de 1937) foi um teólogo ortodoxo, sacerdote, filósofo, matemático, físico, engenheiro eletricista, inventor e novo mártir russo.

## Biografia

### Início da vida
Pavel Aleksandrovich Florensky nasceu em 21 de janeiro de 1882, na cidade de Yevlax no Governorate de Elisabethpol, no atual Azerbaijão ocidental. Seu pai, (Aleksandr Florensky), era engenheiro ferroviário, fazia parte de uma família de sacerdotes ortodoxos russos enquanto sua mãe, Olga Saparova, era da nobreza armênia de Tbilisi.
Florensky ingressou no Departamento de Matemática da Universidade Estatal de Moscovo e estudou sob Nikolai Bugaev tornando-se amigo de seu filho, o futuro poeta e teórico do simbolismo russo, Andrei Biéli. Ele também frequentou cursos filosofia antiga. Durante esse período, o jovem Florensky, que não teve educação religiosa, começou a se interessar por estudos além "das limitações do conhecimento físico ..."  Em 1904, ele se formou na Universidade de Moscovo e passou a estudar teologia na Academia Eclesiástica em Sergiyev Posad. Durante os seus estudos teológicos, ele entrou em contato com Elder Isidore e com outros colegas fundaram a sociedade, Luta sindical cristã (Союз Христиaнской Борьбы), com o objetivo revolucionário da reconstrução da sociedade russa de acordo com os princípios de Vladimir Soloviev. Em 1906 foi preso pela polícia tsarista por ser membro desta sociedade, no entanto mais tarde perdeu o interesse no Cristianismo radical.

### Interesses intelectuais
Durante seus estudos na Academia Eclesiástica, os interesses de Florensky incluíam filosofia, religião, arte e folclore. Ele se tornou um membro proeminente de movimento do simbolismo russo, com trabalhos publicados nas revistas Novo Caminho (Новый Путь) e Libra (Весы). Ele também começou a sua principal obra filosófica, The Pillar and Ground of the Truth: an Essay in Orthodox Theodicy in Twelve Letters. O livro completo só foi publicado em 1914, mas a maior parte foi concluída em 1908 na época da sua graduação na academia.
De acordo com a Princeton University Press: "O livro é uma exploração dos vários significados do amor cristão, que é visto como uma combinação de philia (amizade) e agape (amor universal). Além disso, Florensky foi um dos primeiros pensadores do século XX, a desenvolver a ideia do conceito filosófico de Sofiologia, que tornou-se uma das preocupações centrais das teólogas feministas."
Depois de se formar na academia, ele se casou em agosto de 1910 com  Anna Giatsintova, a irmã de um amigo, uma decisão que chocou seus amigos por estarem familiarizados com a sua aversão ao casamento. Ele continuou a ensinar filosofia no Mosteiro da Trindade-São Sérgio, cerca de 70 km a nordeste de Moscou, até 1919. Em 1911, ele foi ordenado para o sacerdócio e em 1914 escreveu sua dissertação, About Spiritual Truth.
Ele publicou dezenas de obras sobre filosofia, teologia, teoria da arte, matemática e eletrodinâmica. Entre 1911 e 1917, foi editor-chefe da Bogoslovskiy Vestnik, publicação teológica ortodoxa de maior autoridade da época.

### Período do regime comunista na Rússia
Após a Revolução de Outubro, ele formulou sua posição como: "Eu desenvolvi minha própria visão filosófica e científica do mundo, que, embora contradiga a interpretação vulgar do comunismo ... não me impede de trabalhar honestamente no serviço do Estado." Após os bolcheviques fecharem o Mosteiro da Trindade-São Sérgio em 1920 e a Igreja de Sergievo-Posad em 1921, onde ele era o padre, Pavel se mudou para Moscou para trabalhar no Plano Estadual de Eletrificação da Rússia, sob a recomendação de Leon Trotsky, que acreditava firmemente na capacidade de Florensky para ajudar o governo na eletrificação rural de Rússia.
Em 1924, publicou um grande monografia sobre dielétricos. Ele trabalhou simultaneamente como Secretário Científico da "Comissão Histórica do Mosteiro da Trindade-São Sérgio" e publicando suas obras sobre a antiga arte russa.
Na segunda metade da década de 1920, ele trabalhou principalmente em física e eletrodinâmica, publicando a obra "Números imaginários na Geometria" ( «Мнимости в геометрии. Расширение области двухмерных образов геометрии» ) dedicado à geométrica interpretação da teoria da relatividade de Albert Einstein. Entre outras coisas, ele proclamou que a geometria dos números imaginários, previstos pela teoria da relatividade para um corpo que se move mais rápido do que a luz é a geometria do Reino de Deus. Ao mencionar o Reino de Deus em seu trabalho, ele foi acusado de agitação antissoviética por parte das autoridades sendo condenado a trabalhos forçados.

### 1928-1937: O exílio, a prisão, a morte
Em 1928, Florensky foi exilado para Níjni Novgorod. Após a intercessão de Ekaterina Peshkova (esposa de Maxim Gorky), Florensky foi autorizado a voltar para Moscou. No 26 de fevereiro de 1933 ele foi preso novamente, por suspeita de envolvimento em uma conspiração com Pavel Gidiulianov, professor de Direito Canónico, que era um completo estranho para Florenskiy, foi acusado de tentar derrubar o Estado e restaurar, com o apoio nazista, uma monarquia fascista. Ele foi condenado a 10 anos nos campos de trabalho por parte do infame artigo 58 do código penal criado por Joseph Stalin (cláusulas dez e onze: "agitação contra o sistema soviético" e "materiais de agitação editoriais contra o sistema soviético"). Os materiais de agitação eram as parte publicadas no livro dele sobre a teoria da relatividade comentando no Reino de Deus.
Ele serviu no Gulag de Baikal Amur Mainline, até 1934, sendo transferido posteriormente para a Prisão de Solovki, lá ele realizou uma pesquisa sobre a produção de iodo e agar a partir de algas. Em 1937 ele foi transferido para São Petersburgo (então conhecida como Leningrado), onde foi condenado à execução.
Informação oficial soviético da época afirmou que Florensky morreu 8 de dezembro de 1943 em algum lugar na Sibéria, mas um estudo nos arquivos da NKVD após a dissolução da União Soviética, mostrou que a informação é falsa. Florensky foi baleado logo após uma extrajudicial sessão da troika do NKVD, em dezembro de 1937, que condenou ele à execução, provavelmente ele foi morto perto de Toksovo, localizado cerca de 20 km a nordeste de São Petersburgo, sendo enterrado em valas secretas juntamente com outros 30 mil que foram executados pelo NKVD na mesma época.

## Obras
- Obra traduzida para o português (Brasil):
  - A perspectiva inversa. Trad. Neide Jallageas e Anastassia Bytsenko. São Paulo: Editora 34, 2012. ISBN 978-85-7326-499-9.
- Algumas de suas obras traduzidas para o inglês:
  - The Pillar and Ground of the Truth: An Essay in Orthodox Theodicy in Twelve Letters; Princeton University Press; (1994); ISBN 978-0691117676.[1]
  - Iconostasis; Oakwood Publications; (1996); ISBN 978-0881411171.[1]
  - Beyond Vision: Essays on the Perception of Art; Reaktion Books; (1996); ISBN 978-1861893079
- Alguns dos seus 22 livros traduzidos em italiano:
  - Non dimenticatemi. Le lettere dal gulag; Mondatori; (2006)
  - Ai miei figli. Memorie di giorni passati; Mondatori; (2009)
  - L'arte, il simbolo e Dio. Lettere sullo spirito russo; Medusa Edizioni; (2004)

## Outras fontes
- Pavel Florensky: A Quiet Genius: The Tragic and Extraordinary Life of Russia Unknown Da Vinci; Avril Pyman; Bloomsbury Academic; (2010); ISBN 978-1441187000
- Pavel Florensky: A Metaphysics of Love; Continuum International Publishing; (1984); ISBN 978-0881410327

### Biografia
- (em russo) Site dedicado a Florensky
- (em russo) - Biografia
- (em russo) - Biografia
- (em italiano) - Biografia, escrita pelo abade Herman e padre Damascene

### Sobre suas obras
- (em inglês) The Pavel Florensky School of Theology and Ministry
- (em italiano) DISF: P.A. Florenskij - Voice by N. Valentini
- (em italiano) Paper about some Florenskij's book
- (em italiano) in Italy - Article by A. Maccioni
- Florensky, Pavel (2004). The Pillar and Ground of the Truth: An Essay in Orthodox Theodicy in Twelve Letters. Princeton, New Jersey: Princeton University Press. ISBN 978-0-691-11767-6
- Florensky, Pavel (13 de fevereiro de 1999). Salt of the Earth (The Acquisition of the Holy Spirit in Russia Series, Vol. 2). [S.l.]: Saint Herman Press. ISBN 0-938635-72-7
- Florensky, Pavel (1996). Iconostasis. Crestwood, New York: St. Vladimir's Seminary Press. ISBN 0-88141-117-5
- Florensky, Pavel (15 de agosto de 2006). Beyond Vision: Essays on the Perception of Art. London: Reaktion Books. ISBN 978-1-86189-307-9
- Florensky, Pavel. «Onomatodoxy as a Philosophical Premise (excerpts)». A. F. Losev page. Consultado em 4 de setembro de 2007. Arquivado do original em 8 de agosto de 2007
- «Pavel Florensky on Brotherhood Rite» (translated from Russian by Fr. German Ciuba). Gay.ru. Russian National GLBT Center. Consultado em 1 de agosto de 2013. Cópia arquivada em 18 de maio de 2007
- «Pavel Florensky's House - Sergiev Posad». Golden Ring of Russia. 14 de fevereiro de 2007. Consultado em 4 de setembro de 2007. Arquivado do original em 28 de maio de 2007
- Leach, Joseph H. J. (outono de 2006). «Parallel Visions - A consideration of the work of Pavel Florensky and Pierre Teilhard de Chardin». Theandros. 4 (1). Consultado em 4 de setembro de 2007. Arquivado do original em 28 de setembro de 2007
- Rhodes, Michael C. (primavera de 2005). «Logical Proof of Antinomy: A Trinitarian Interpretation of the Law of Identity». Theandros. 2 (3). Consultado em 4 de setembro de 2007. Arquivado do original em 21 de junho de 2005
- Berdyaev, Nikolai (fevereiro de 1917). «Khomyakov and Fr. Florensky» (reprint, translation from Russian). Journal Russkaya Mysl (257). Consultado em 4 de setembro de 2007
- Steineger IV, Joseph E. (primavera–verão de 2006). «Cult, Rite, and the Tragic: Appropriating Nietzsche's Dionysian with Florenskii's Titanic». Theandros. 3 (3). Consultado em 4 de setembro de 2007. Arquivado do original em 13 de agosto de 2006
- Seiling, Jonathan (setembro 2005). «Kant's Third Antinomy and Spinoza's Substance in the Sophiology of Florenskii and Bulgakov». Florensky Conference. Consultado em 4 de setembro de 2007. Arquivado do original (RTF document) em 26 de outubro de 2009
- Reardon, Patrick Henry (1 de setembro de 1998). «Truth Is Not Known Unless It Is Loved: How Pavel Florensky restored what Ockham stole» (fee required). Books & Culture. Christianity Today
- Dvoretskaya, Ekaterina. «Personal approach to Symbolic reality». crvp.org. Council for Research and Values in Philosophy. Consultado em 1 de agosto de 2013. Arquivado do original em 28 de setembro de 2007
- (em italiano)